# Королевская битва 2
«Королевская битва 2» (яп. バトル・ロワイアルＩＩ Батору ровайару: рэкуиэму, «Королевская битва: Реквием») — фильм режиссёров Киндзи Фукасаку и Кэнта Фукасаку, сиквел картины 2000 года «Королевская битва». В главных ролях снялись Тацуя Фудзивара и Ай Маэда.

## Сюжет
События фильма разворачиваются спустя три года после первой части, в канун Рождества. Выжившие участники предыдущих битв формируют отряд мщения «Дикая семёрка» под предводительством Сюи Нанахары. Они объявили войну «до последнего взрослого», чтобы спасти мир от тоталитарной системы, заставляющей детей убивать друг друга в «Королевских битвах».
В это время похищают 42 учеников средней школы. Когда их привозят, там им объясняют изменённые правила «Королевской битвы» — они останутся в живых, если смогут убить государственного врага Сюя Нанахару, которого правительство считает террористом № 1.

## В ролях
- Тацуя Фудзивара — Сюя Нанахара
- Ай Маэда — Сиори Китано (студент по обмену)
- Сюго Осинари — Такума Аой
- Аяна Сакаи — Нао Асакура
- Харука Суэнага — Харука Кудзэ
- Юма Исигаки — Мицуги Сакаи
- Миюки Камбэ — Кёко Какэй
- Масая Кикавада — Синтаро Макимура
- Ёко Маки — Маки Сода
- Юки Ито — Рё Куросава
- Нацуки Като — Саки Сакураи
- Аки Маэда — Норико Накагава
- Рики Такэути — Рики Такэути (сэнсэй)
- Адзя — Кадзуми Фукуда
- Мунэтака Аоки — Дзюн Нанами
- Риасу Арама — Рэна Ниими
- Санни Тиба — Макио Мимура (дядя Синдзи, революционер)
- Сэйити Эбина — Тацуро Морисима
- Рёдзи Фудзихира — Масами Сибаки
- Маки Хамада — Тидзуру
- Аюми Ханада — Рёко Хата
- Кэндзи Харада — Наоки Ё
- Хитоми Хасэбэ — Асука Мотомура
- Такааки Икэяма — Ясуаки Хосака
- Асука Исии — Махо Носака
- Хироаки Ито — солдат
- Ай Ивамура — Маи (победитель первой «Королевской битвы»)
- Котару Камидзоу — Кенйи Маэдзоно
- Минами Каназава — Юко Нацукава
- Рио Кацудзи — Харуя Сакураи
- Асами Кацура — Риса Синдо
- Мика Кикути — Аянэ Яги
- Такэси Китано — Китано (как Бит Такэси)
- Мусаси Кубота — Ватару Мукаи
- Мику Куга — Кэнго Ёнаи
- Майка Мацумото — Сихо Мацуки
- Митихо Мацумото — Санаэ Сиода
- Ёсико Мита — мать Такумы
- Тисато Мияо — Хибики Яно
- Аканэ Мидзуно — Саяка
- Юуко Моримото — Кана Юки
- Аико Мориути — Мики Икэда
- Митсуру Мурата — Содзи Кадзама
- Ами Накагава — Хонами Тоцука
- Каё Наюки — Эри Ёсияма
- Юя Нисикава — Ниси
- Кэндзи Оба — товарищ Мимуры
- Нанами Оота — Хитоэ Такэути
- Юка Одзава — Синобу
- Го Рюгава — лейтенант Анё
- Рика Сакагуси — Юка Мифунэ
- Маи Сакамото — Сёко
- Макото Сакамото — Осаму Касаи
- Микия Санада — солдат ATAT
- Сёко Сато — Нодзоми Сагисава
- Такэру Сибаки — Сюго Урабэ
- Мицуки Симада — член Дикой Семёрки
- Саэ Симидзу — Аи Ядзава
- Хикару Такахаси — солдат ATAT
- Кэи Тамура — Тацухико Хасэгава
- Масахико Цугава — премьер-министр

## Факты
- Режиссёрский вариант фильма имеет хронометраж 155 минут.